# Monsters (James Blunt)
Monsters è un singolo del cantautore britannico James Blunt, pubblicato il 18 ottobre 2019 come quarto estratto dal sesto album in studio Once Upon a Mind.

## Descrizione
Scritto da Amy Wadge, James Blunt e Jimmy Hogarth (che lo ha anche prodotto), il brano è dedicato al padre del cantautore, affetto da un tumore ai reni. A tal proposito, Blunt si è così espresso:
Blunt ha deciso di donare tutti i ricavi ottenuti dall'acquisto del singolo alle organizzazioni di beneficenza Help for Heroes e Royal British Legion.

## Video musicale
Il videoclip della canzone, diretto da Vaughan Arnell e girato a Oxfordshire, è stato pubblicato sul canale YouTube di Blunt il 15 gennaio 2020. Nel video, con l'espressione commossa fissa sull’obiettivo, il cantautore si rivolge a suo padre che ha il tempo contato, a causa una terribile malattia renale.

## Tracce
Testi e musiche di Amy Wadge, James Blunt e Jimmy Hogarth.
Download digitale
1. Monsters – 4:19

Download digitale – Remix (2023)
1. Monsters (Iam Tongi & James Blunt) – 4:14

## Classifiche
| Classifica (2020-23) | Posizione massima |
| -------------------- | ----------------- |
| Canada               | 5                 |
| Regno Unito          | 90                |